# Sanremo 2016 (compilation)
Sanremo 2016 è la compilation ufficiale del Festival di Sanremo 2016, pubblicata il 12 febbraio 2016 in concomitanza con la 66ª edizione del Festival di Sanremo.

## Descrizione
Si tratta di un doppio disco: nel primo sono incluse 18 delle canzoni in gara nella sezione "Campioni" (sono infatti assenti i brani proposti dai Dear Jack e dagli Elio e le Storie Tese), mentre il secondo contiene alcune delle cover interpretate al festival nella serata dedicata ed i brani presentati nella sezione "Nuove Proposte".

## Tracce
CD 1
1. Patty Pravo - Cieli immensi
2. Arisa - Guardando il cielo
3. Lorenzo Fragola - Infinite volte
4. Annalisa - Il diluvio universale
5. Alessio Bernabei - Noi siamo infinito
6. Francesca Michielin - Nessun grado di separazione
7. Neffa - Sogni e nostalgia
8. Noemi - La borsa di una donna
9. Rocco Hunt - Wake Up
10. Zero Assoluto - Di me e di te
11. Bluvertigo - Semplicemente
12. Dolcenera - Ora o mai più (le cose cambiano)
13. Clementino - Quando sono lontano
14. Giovanni Caccamo & Deborah Iurato - Via da qui
15. Stadio - Un giorno mi dirai
16. Enrico Ruggeri - Il primo amore non si scorda mai
17. Valerio Scanu - Finalmente piove
18. Irene Fornaciari - Blu

CD 2
1. Arisa - Cuore (Heart)
2. Lorenzo Fragola - La donna cannone
3. Annalisa - America
4. Clementino - Don Raffaè
5. Zero Assoluto - Goldrake
6. Irene Fornaciari - Se perdo anche te
7. Neffa - 'O sarracino
8. Valerio Scanu - Io vivrò (senza te)
9. Enrico Ruggeri - 'A canzuncella
10. Francesco Gabbani - Amen
11. Cecile - N.E.G.R.A.
12. Michael Leonardi - Rinascerai
13. Mahmood - Dimentica
14. Miele - Mentre ti parlo
15. Irama - Cosa resterà
16. Ermal Meta - Odio le favole
17. Chiara Dello Iacovo - Introverso